# Бадсон, Виктория
Виктория Бадсон (англ. Victoria A. Budson) — основатель и исполнительный директор Программы «Женщины и государственная политика» (WAPPP) в Школе государственного управления имени Джона Ф. Кеннеди при Гарвардском университете в Кембридже, штат Массачусетс. Программа WAPPP устраняет гендерные различия в экономических возможностях, политическом участии, здравоохранении и образовании путём формирования знаний, подготовки лидеров и информирования о государственной политике и организационных практиках. Бадсон основала и возглавляет проект «От Гарвардской площади до Овального кабинета: Практикум политических кампаний» – беспартийную инициативу Программы «Женщины и государственная политика», которая предоставляет группе аспирантов Гарварда обучение и поддержку, необходимые им для продвижения в избирательном процессе на местном, региональном и национальном уровнях.

## Биография
Бадсон с отличием окончила колледж Уэллсли, получив совместную степень по социологии и женским исследованиям. Будучи выпускницей программы магистратуры по государственному управлению для лиц среднего звена Школы государственного управления имени Джона Ф. Кеннеди, она получила стипендию имени Люциуса Н. Литтауэра за выдающиеся академические достижения в Школе государственного управления имени Джона Ф. Кеннеди, её вклад в Школу государственного управления и Гарвардское сообщество в целом, а также её потенциал для дальнейшего совершенствования лидерских качеств. За свою работу по устранению гендерного неравенства Виктория была названа одной из «Десяти женщин-визионеров» CNN и членом «Power Class» журнала Boston Magazine.
Бадсон является председателем Комиссии по положению женщин Массачусетса, на которую она была назначена губернатором Массачусетса Девалем Патриком. Комиссия является независимым агентством штата, созданным в 1998 году для обеспечения женщинам Массачусетса полного равенства во всех сферах жизни и поощрения их прав и возможностей. Комиссия состоит из 19 членов, которые назначаются губернатором, председателем Сената, спикером Палаты представителей и собранием женщин-законодателей. Бадсон является назначенным членом Совета по работе с женщинами мэра Бостона, первого в своём роде в стране, который разрабатывает рекомендации по политике и предложениям в сфере занятости, чтобы помочь работающим женщинам. Бадсон также является членом Комитета по планированию Института проекта «Женщины на государственной службе». Проект, инициатива, основанная колледжами «Семь сестёр» (Барнардский колледж, Колледж Брин-Мар, Колледж Маунт-Холиок, Колледж Смит и колледж Уэллсли) в партнёрстве с Государственным департаментом США, направлен на обучение нового поколения женщин, стремящихся к государственной службе, создание инфраструктуры поддержки и наставничества, а также на содействие большему числу женщин в поступлении на государственную службу и в руководстве политическими партиями. До прихода в Гарвард Бадсон была директором по политическим и общественным вопросам в колледже Стива Гроссмана. Бадсон также активно работала в политической сфере Массачусетса, как активист и выборный чиновник на уровне штата и на местном уровне.
Бадсон часто выступает комментатором новостных изданий, теле- и радиопрограмм. Недавно она приняла участие в обсуждениях по вопросу дискриминации в оплате труда на рабочем месте в Центре американского прогресса и на Саммите работающих семей в Белом доме. Её другие выступления включают: New York Times, USA Today, Boston Globe, U.S. News & World Report и National Public Radio.